# Jogos Olímpicos de Inverno de 1924
Os Jogos Olímpicos de Inverno de 1924, oficialmente conhecidos como I Jogos Olímpicos de Inverno, foi um evento multi-esportivo especialmente criado para abrigar competições disputadas na neve. Originalmente chamado Semaine Internationale des Sports d'Hiver (Semana Internacional de Esportes de Inverno), o evento foi organizado pelo Comitê Olímpico Francês e mais tarde designado pelo Comitê Olímpico Internacional como a primeira edição dos Jogos Olímpicos de Inverno.
Esportes típicos de inverno já haviam sido disputados em Jogos Olímpicos de Verão: a patinação artística foi disputada em Londres 1908 e em Antuérpia 1920, e o hóquei sobre o gelo foi disputado em Antuérpia 1920. Entretanto, o clima das cidades impedia a continuidade dessas disputas. Em 1921, uma convenção do COI em Lausanne decidiu realizar uma "Semana Internacional de Esportes de Inverno". A cidade francesa de Chamonix foi escolhida para sediar o evento. A ideia deu tão certo que o COI decidiu criar os Jogos Olímpicos de Inverno, ficando Chamonix 1924 como a primeira edição dos Jogos.
De 25 de Janeiro a 5 de Fevereiro, 258 atletas (11 mulheres e 247 homens) de 16 nações competiram em 16 eventos de 9 esportes. O primeiro evento do programa foi a prova de 500m de patinação de velocidade, que foi ganha pelo estadunidense Charles Jewtraw, que tornou-se o primeiro campeão Olímpico de Inverno. Atletas finlandeses e noruegueses dominaram os eventos.

## Modalidades
- Bobsleigh
- Combinado nórdico
- Curling
- Esqui cross-country
- Hóquei no gelo
- Patinação artística
- Patinação de velocidade
- Patrulha militar
- Salto de esqui

## Locais de competição
- Stade Olympique de Chamonix
- La Piste de Bobsleigh des Pellerins

## Calendário
| ● | Cerimônia de abertura | ● | Competições | ● | Finais de competições | ● | Cerimônia de encerramento |

| Janeiro                 | 24 | 25 | 26 | 27 | 28 | 29 | 30 | 31 | 1 | 2 | 3 | 4 | 5 | T  |
| ----------------------- | -- | -- | -- | -- | -- | -- | -- | -- | - | - | - | - | - | -- |
| Cerimônias              | ●  |    |    |    |    |    |    |    |   |   |   |   | ● |    |
| Bobsleigh               |    |    |    |    |    |    |    |    |   |   | ● |   |   | 1  |
| Combinado nórdico       |    |    |    |    |    |    |    |    |   |   |   | ● |   | 1  |
| Curling                 |    |    |    |    |    |    | ●  |    |   |   |   |   |   | 1  |
| Esqui cross-country     |    |    |    |    |    |    | ●  |    |   |   |   |   |   | 2  |
| Hóquei no gelo          |    |    |    |    |    |    |    |    |   |   | ● |   |   | 1  |
| Patinação artística     |    |    |    |    |    | ●  | ●  | ●  |   |   |   |   |   | 3  |
| Patinação de velocidade |    |    | ●  | ●  |    |    |    |    |   |   |   |   |   | 5  |
| Patrulha militar        |    |    |    |    |    | ●  |    |    |   |   |   |   |   | 1  |
| Salto de esqui          |    |    |    |    |    |    |    |    |   |   |   | ● |   | 1  |
| Finais                  | 0  | 0  | 2  | 3  | 0  | 2  | 4  | 1  | 0 | 0 | 2 | 2 | 0 | 16 |

## Países participantes
Um total de 16 nações enviaram delegação para competir nos primeiros Jogos de Inverno. A Alemanha foi impedida de participar ainda devido ao seu envolvimento na Primeira Guerra Mundial.
Na lista abaixo, o número entre parênteses indica o número de atletas por cada nação nos Jogos:
- AUT Áustria (4)
- BEL Bélgica (18)
- CAN Canadá (12)
- TCH Checoslováquia (27)
- USA Estados Unidos (24)
- FIN Finlândia (17)
- FRA França (43)
- GBR Grã-Bretanha (44)
- HUN Hungria (4)
- ITA Itália (23)
- YUG Iugoslávia (4)
- LAT Letônia (2)
- NOR Noruega (14)
- POL Polônia (7)
- SWE Suécia (31)
- SUI Suíça (30)

## Quadro de medalhas
| Ordem | País               | Medalha de ouro | Medalha de prata | Medalha de bronze |    |
| ----- | ------------------ | --------------- | ---------------- | ----------------- | -- |
| 1     | NOR Noruega        | 4               | 7                | 6                 | 17 |
| 2     | FIN Finlândia      | 4               | 4                | 3                 | 11 |
| 3     | AUT Áustria        | 2               | 1                |                   | 3  |
| 4     | SUI Suíça          | 2               |                  | 1                 | 3  |
| 5     | USA Estados Unidos | 1               | 2                | 1                 | 4  |
| 9     | FRA França         |                 |                  | 3                 | 3  |

Fonte: Comitê Olímpico Internacional (Quadro de medalhas - Chamonix 1924)

## Fatos e destaques
- O patinador de velocidade Clas Thunberg, da Finlândia, e o esquiador Thorleif Haug, da Noruega, ganharam três medalhas de ouro cada. O norueguês ainda ganhou um bronze no concurso de salto de esqui, mas 50 anos mais tarde descobriu-se que tinha sido cometido um erro de contagem e que a medalha de bronze devia ter sido entregue ao estadunidense Anders Haugen, que a recebeu numa cerimónia especial, com 83 anos de idade.

- A equipe do Canadá de hóquei no gelo venceu facilmente o torneio. Os canadenses marcaram 110 golos em 6 jogos, enquanto sofreram apenas 3.